# Notobryon
Notobryon is een geslacht van weekdieren uit de klasse van de Gastropoda (slakken).

## Soorten
- Notobryon bijecurum Baba, 1937
- Notobryon caribbaeum Caballer & Ortea, 2014
- Notobryon clavigerum Baba, 1937
- Notobryon panamicum Pola, Camacho-Garcia & Gosliner, 2012
- Notobryon thompsoni Pola, Camacho-Garcia & Gosliner, 2012
- Notobryon wardi Odhner, 1936